# نوبندیان پایین
نوبندیان پایین یا نوبندیان، روستایی در دهستان نگور بخش مرکزی شهرستان دشتیاری در استان سیستان و بلوچستان ایران است. این روستا، مرکز دهستان نگور است.

## ویژگی‌ها
این روستا یکی از مراکز خرید شهرستان دشتیاری هست و مردم این شهرستان، برای خرید یا فروش کالاهای خود به این روستا می‌آیند.

## جمعیت
بر پایه سرشماری عمومی نفوس و مسکن در سال ۱۳۹۵، جمعیت این روستا برابر با ۱٬۲۷۱ نفر (۳۵۳ خانوار) بوده‌است.